# Yonathan Monsalve
Yonathan Monsalve (Barinas, Venezuela, 28 de junio de 1989) es un ciclista profesional.

## Palmarés
| 2009 (como amateur) - 2 etapas de la Vuelta al Táchira 2010 (como amateur) - 1 etapa de la Vuelta al Táchira - 1 etapa del Baby Giro - 1 etapa del Giro del Valle de Aosta 2011 - Tour de Langkawi, más 1 etapa 2014 - 1 etapa de la Vuelta a Venezuela 2015 - 1 etapa de la Vuelta al Táchira | 2016 (como amateur) - Vuelta a Venezuela, más 1 etapa - 3.º en el Campeonato Panamericano en Ruta 2017 (como amateur) - 1 etapa de la Vuelta al Táchira - Vuelta al Lago Qinghai - 1 etapa de la Vuelta a Venezuela - 1 etapa del Tour de Singkarak 2018 - 1 etapa de la Vuelta al Táchira 2019 - 1 etapa de la Vuelta al Táchira |

## Resultados en Grandes Vueltas y Campeonatos del Mundo
| Carrera         | Carrera         | 2011 | 2012 | 2013 | 2014 | 2015 | 2016 | 2017 | 2018 | 2019 |
| --------------- | --------------- | ---- | ---- | ---- | ---- | ---- | ---- | ---- | ---- | ---- |
|                 | Giro de Italia  | —    | —    | —    | 66.º | 30.º | —    | —    | —    | —    |
|                 | Tour de Francia | —    | —    | —    | —    | —    | —    | —    | —    | —    |
|                 | Vuelta a España | —    | —    | —    | —    | —    | —    | —    | —    | —    |
| Mundial en Ruta | Mundial en Ruta | —    | Ab.  | Ab.  | 76.º | —    | —    | —    | —    | —    |

―: no participa

Ab.: abandono